# Семерхет
Семерхет је раноегипатски фараон из Прве династије. Владао је вероватно од 2861. године п. н. е. до 2853. године п. н. е.
Овај владар је познат по трагичној легенди коју је пренео грчки историчар Манетон. Сматрало се да је у време Семерхетове владавине велика несрећа погодила Египат. Археолошки налази сведоче да је његова владавина била опхрвана проблемима. Претпоставља се да на престо није дошао легитимним путем. Наиме, пронађене су камене посуде на којима је првобитно било исписано Анеџибово име, преко кога је исписано Семерхетово. У Сакари нису пронађени гробови његових чиновника ни свештеника. Ту су пронађена имена свих фараона почев од Хор-Ахе, изузев Семерхета. Ипак, он веоватно није био узурпатор јер је његово име исписано поред имена фараона Дена, Анеџиба и Каа у Кааовој гробници и Џосеровој пирамиди.